# Одрадівка (Генічеський район)
Одра́дівка (в минулому — Акермен, Отрада) — село в Україні, у Новотроїцькій селищній громаді Генічеського району Херсонської області. Населення становить 1758 осіб.

## Географія
Село розташоване за 9 км від центру громади і за 45 км від найближчої залізничної станції Новоолексіївка. Площа: 95,466 км².

## Історія
Перша згадка про Одрадівку в офіційних документах належить до 1820 року.
У 1866 році сюди переселилися державні селяни з Полтавської і Таврійської губерній.
Станом на 1886 рік у селі Отрада Ново-Троїцької волості Дніпровського повіту Таврійської губернії мешкало 1097 осіб, налічувалось 177 дворів, існували молитовний будинок, 3 лавки.
У січні 1918 року в селі розпочалась радянська окупація. 1920 року в Одрадівці деякий час перебував штаб Першої Кінної армії.
У 1927 році було створено товариство спільного обробітку землі. Через рік в селі існувало вже 4 ТСОЗи. На їх базі у 1930-32 роках були створені колгоспи «Новий колос», «Радянський труд» та «Труд-прогрес».
16 вересня 1941 року село було окуповане німецькими військами. Звільнили населений пункт 31 жовтня 1943 року. На фронтах Великої Вітчизняної війни боролися 396 місцевих жителів, 147 з них нагороджені орденами та медалями, 248 — загинули.
У післявоєнні роки три існуючі колгоспи об'єднали в один — «Степний».
12 червня 2020 року, відповідно до розпорядження Кабінету Міністрів України № 713-р «Про визначення адміністративних центрів та затвердження територій територіальних громад Запорізької області», увійшло до складу Новотроїцької селищної громади.
17 липня 2020 року, в результаті адміністративно-територіальної реформи та ліквідації  Новотроїцького району, увійшло до складу Генічеського району.
В селі функціонують: загальоноосвітня школа, дитячий садок, будинок культури, бібліотека.
24 лютого 2022 року село тимчасово окуповане російськими військами під час російсько-української війни.

## Відомі особистості
В поселенні народилися:
- Луценко Іван Якимович (1912—1993) — радянський механізатор.
- Ремига Надія Терентіївна (1924, село Одрадівка Сиваського району, тепер Новотроїцького району — ?) — українська радянська діячка, новатор сільськогосподарського виробництва, доярка колгоспу «Червоний прапор» (потім — «Грузія») Генічеського району Херсонської області. Депутат Верховної Ради УРСР 5-го скликання.

## Пам'ятки історії, архітектури та культурної спадщини
Монумент Слави, пам'ятник Невідомому солдату, пам'ятний знак жертвам Голодомору 1932—1933 рр. (рік встановлення — 2008).